# Giovanni I da Ceccano
Giovanni I Conti, conte di Ceccano (1160 circa – tra il 1224 e il 1227), è stato un nobile italiano.

## Biografia
Dai suoi genitori, Landolfo ed Egidia, nacquero altri due figli: Stefano, che abbracciò la carriera ecclesiastica e divenne diacono di sant’Elia a Ceccano, che si trovava all’interno del castello, e divenne, poi, priore ed abate del monastero di Fossanova nel 1208 e cardinale e camerario di Innocenzo III nel 1212; e Mabilia che nel 1188 sposò il conte Giacomo di Tricarico in Basilicata (Annales Ceccanenses., p. 288).
Nel 1189 il conte ceccanese sposò Rogasia (o Rogasiata), figlia di Pietro, conte di Celano (Annales Ceccanenses., p. 288) e sorella di Rinaldo, arcivescovo di Capua. Dei figli del Conte Giovanni si conoscono i nomi di: Landolfo, Berardo, Tomasia e Adelasia che erano ancora in vita il giorno in cui il padre Giovanni redasse il suo testamento. Ma un altro figlio, Teobaldo, figura nel testamento di Landolfo nel 1264, il quale lo ricorda come suo fratello.
Alla morte del padre Landolfo, avvenuta il 16 maggio 1182 (Annales Ceccanenses, p. 287), Giovanni poteva avere circa 22 anni, e come capo della Contea, nel novembre dello stesso anno si recò a Velletri, accompagnato dallo zio Giordano e dal fratello Stefano, per rendere omaggio al nuovo papa e rimettere nelle mani di Lucio III, eletto papa nel settembre del 1181, i suoi feudi e riceverne l’investitura. Con questo atto, Giovanni mostrò la sua intenzione di rompere con la tradizione ghibellina della sua casata e di dare inizio ad un nuovo corso politico negli affari della Contea. Giovanni, infatti, aveva intenzione di potenziare la signoria di Ceccano, non più in opposizione al potere temporale della Chiesa, ma riconoscendo e concordando con le esigenze del papato. 
Il monastero benedettino di Fossanova non era distante dalla città di Velletri e fu facile a suo zio Giordano, allora abate in quel monastero, mantenere contatti frequenti con la corte papale, curando gli interessi della sua Abbazia, nonché quelli della famiglia. Certamente il nipote Giovanni avrà contribuito, soprattutto finanziariamente, al successo delle iniziative di suo zio Giordano, eletto cardinale di Santa Prudenziana, poiché esse contribuivano al rafforzamento del suo disegno politico, volto al consolidamento della Signoria ceccanese all'interno di quella che era la struttura temporale della Chiesa. Giovanni si impegnò nella ricerca di importanti alleanze, perfettamente consapevole dell'importante posizione geografica di Ceccano, situata sulla via maestra dello scontro tra papato e impero per il controllo della Sicilia. 
Giovanni sapeva bene che, per la Sicilia, si poteva giungere anche attraverso l'Abruzzo e questa consapevolezza lo condusse ad allearsi con i grandi feudatari d'Abruzzo, Molise e Puglia, i quali si erano schierati contro Tancredi, riconoscendo Enrico di Svevia come legittimo erede al Regno di Sicilia. Giovanni, infatti, rafforzò questa scelta politica dando in sposa, nel 1188, sua sorella Mabilia al conte Giacomo di Tricarico in Basilicata. La sua scelta politica, infatti, lo metteva dalla parte dell'Impero negli affari di Sicilia. Probabilmente, Giovanni era giunto a questa decisione seguendo i consigli dello zio cardinale, il quale, durante la sua permanenza in Germania alla corte dell'Imperatore, avrà rappresentato gli interessi della propria casata, oltre a quelli della Chiesa. 
Nel 1190 Giovanni fu nominato cavaliere con il tocco della spada, questa è la più antica testimonianza di un’investitura cavalleresca nel Lazio meridionale. Ciò denota l'alto rango cui era pervenuta, in quel periodo, la famiglia dei conti di Ceccano. Oltre ad essere un grande guerriero, Giovanni fu un abile uomo politico e signore, il quale ebbe a cuore l'interesse delle sue terre e il benessere dei suoi sudditi. Amava le feste, i tornei e lo sfarzo. Al contempo, però, si preoccupava della propria anima e di quella dei suoi familiari perciò, fece abbellire chiese e cappelle in tutta la sua Contea. A Ceccano fece ricostruire la chiesa di San Giovanni Battista, che era stata distrutta a causa di un incendio nell’ottobre del 1180.

## Il giuramento di fedeltà a Papa Innocenzo III
Nel 1202 Giovanni I prestò giuramento di fedeltà a papa Innocenzo III, nella sala del trono del palazzo papale di Anagni, diventando vassallo della chiesa. Ponendo una mano sul Vangelo, recitò le parole:
”Io Giovanni di Ceccano giuro di mantenermi d'ora in avanti fedele al Beato Pietro e alla Romana Chiesa, come pure al mio signore papa Innocenzo ed ai suoi successori canonicamente eletti, e che lo sarò non solo con parole e cerimonie ma con i fatti, anche sotto avverse condizioni, e di rimanere tale finché mi scorre sangue nelle vene. Mi guarderò dal rivelare ad altri quanto mi verrà comunicato sia a viva voce, sia lettere o messaggeri, se ciò dovesse arrecar danno alla Chiesa. E se dovessi venire a conoscenza di azioni tramate contro la Chiesa, cercherò innanzitutto di prevenirle, se e nel mio potere, altrimenti ne informerò le autorità ecclesiastiche personalmente se possibile, altrimenti con lettere sigillate, per via di messaggeri sicuri o di persone mie fidate. Giuro inoltre di difendere Ceccano e tutte le mie terre ed altre che mi venissero affidate dal Beato Pietro; m'impegno altresì di accorrere alla difesa delle terre della Chiesa se insidiate, di aiutare a riconquistare quelle perdute e preservarle e difendere contro qualsiasi nemico. Tanto io giuro di fare con lealtà, senza frode o malizia con l'aiuto di Dio e di questi santi evangeli”
Pochi mesi dopo il giuramento, il papa gli consegnò il feudo di Sezze. 
Il conte Giovanni non possedeva solo Ceccano, ma era signore anche delle terre di Carpineto, Arnara, Patrica, Cacume, Monteacuto, Giuliano, S. Stefano, Maenza, Rocca Asprana, Prossedi, Pisterzo e Montellanico, e aveva beni in Piperno, Sezze, Ninfa, Alatri, Frosinone, Torrice e Ceprano.
Dopo il giuramento, Giovanni operò per dare un assetto politico al Lazio Meridionale secondo le intenzioni di Innocenzo III.

## La costruzione della chiesa di Santa Maria a Fiume
Nel 1196 Giovanni fece costruire sulle fondamenta del tempio di Faustina, moglie dell’imperatore Antonino Pio, la chiesa di Santa Maria a Fiume a valle del ponte di Ceccano, un'opera di grande valore artistico. La nuova chiesa fu consacrata nel luglio 1196, nel giorno della festa di San Giacomo, alla cerimonia parteciparono vescovi e membri del clero provenienti dai paesi limitrofi (Ferentino, Segni, Anagni, Segni, Veroli, Alatri e Terracina), come descritto negli "Annales Ceccanenses": al sermone del cardinale Giordano, seguirono la cerimonia di consacrazione, l'offerta di numerosi doni, sia da parte del cardinale, sia del conte Giovanni, e un sontuoso banchetto di cui vengono indicate anche le varie pietanze e i cibi offerti: pane, vino, mucche, maiali, galline, polli, oche, nonché pregiate spezie come pepe, cinnamomo, zafferano, le quali son testimonianza del grado di ricchezza a cui i conti da Ceccano erano giunti.
Assente alla cerimonia perché infermo, il conte Giovanni si presentò in chiesa dopo il sermone del cardinale Giordano, tra lo stupore di tutti i presenti che pensarono a una guarigione miracolosa. Alla chiesa, Giovanni fece dono di una patente di franchigia che poggiò personalmente sull’altare (Annales Ceccanenses, pp. 292-293).
L’atto lasciava alla chiesa ampie libertà dai carichi fiscali, dall’ordinazione e destituzione dei preti e la rendeva inviolabile, per cui, chiunque si fosse rifugiato all’interno delle sue mura, non poteva essere punito. La chiesa veniva, inoltre, legata al patronato del conte, egli si riservava il privilegio di intervenire contro chiunque si fosse macchiato di colpe contro la famiglia dei de Ceccano e imponeva al Capitolo il suo intervento su eventuali azioni illecite compiute da laici e da ecclesiastici della sua comunità. Il cardinale Giordano donò invece dei paramenti sacri e una pianeta ricamata con preziosi fregi.

## La sconfitta di Ruggero dell'Aquila
Il conte Ruggero dell’Aquila, figlio di Riccardo conte di Fondi, approfittando del sorgere di alcuni contrasti tra i feudatari pontifici, nel maggio 1216 decise di compiere un'incursione saccheggiando molte terre, tra cui Ceccano. 

Dalla "Cronaca di Ceccano":
"Il 23 maggio all'epoca del sig. Innocenzo III papa, venne il conte Ruggiero dell'Aquila con il suo esercito nel territorio di Ceccano, devastò le messi di Santa Maria a fiume e le brucio un mulino e due Mulini di San Clemente e poi tornando indietro albergò nel territorio di Castro.
Il giorno seguente cominciò a far ritorno a Fondi e il sig. Giovanni da Ceccano lo inseguì, lo raggiunse nel territorio del castello di Vallecorsa, prevalse su di lui, il conte fu messo in fuga ed il sig. Giovanni prese nel suo esercito Roberto dell'Aquila, zio del conte, con settanta cavalieri scelti ed altri uomini. La preda degli animali, e altra la preda, fu roba infinita"
Ruggero invase il territorio della contea di Ceccano, devastando e bruciando le messi della chiesa di Santa Maria a Fiume, distruggendo anche tre mulini di San Clemente e rubando del bestiame. Sicuramente Ruggero non si avventurò nelle terre di Ceccano con il semplice scopo di razziare tutto ciò poteva, ma il gesto fu, di certo, anche un tentativo di sfidare e umiliare il conte Giovanni, sperando di infliggere un duro colpo al prestigio della casata ceccanese. Lo scontro, però, non si tenne a Ceccano. Con brillante astuzia militare, conscio di essere in netta inferiorità numerica, Giovani evitò di combattere Ruggero in uno scontro campale e si trincerò nei suoi castelli ben protetto dalle loro mura, aspettando il momento propizio per sferrare il colpo decisivo al suo rivale. Mentre Ruggero stava tornando verso le sue terre, nei pressi di Vallecorsa, Giovanni lo aggredì, sbaragliando le forze nemiche che si diedero alla fuga.
Questa grande vittoria accrebbe notevolmente il prestigio di Giovanni.

## L'assalto e la distruzione di Morolo
Dopo la morte di Innocenzo III (16 luglio 1216), Giovanni condusse una lunga guerra contro la famiglia romana dei Colonna e i conti da Supino. Neanche due mesi dopo lo scontro avuto con il conte dell’Aquila, Giovanni scese di nuovo in campo.
Sapendo cosa sarebbe accaduto in tutta la Contea se i suoi nemici avessero preso il sopravvento, il giorno 22 luglio 1216 attaccò e bruciò il castello di Morolo, al tempo sotto Tommaso da Supino, vassallo della Chiesa, ed alleato di Ruggero dell'Aquila, assieme al quale aveva un tempo saccheggiato i territori del conte di Ceccano.
Il castello fu incendiato, morirono 424 persone fra uomini, donne, vecchi e fanciulli. Oddone Colonna, sua sorella Mabilia e sua figlia, furono condotti prigionieri a Ceccano. Gli abitanti rimasti, militari e civili, dovettero prestare giuramento di fedeltà e sottomissione al potere ceccanese. Tommaso si dichiarò, sotto giuramento, fedele e perpetuo vassallo, e diede al conte Giovanni suo figlio in ostaggio, come pegno della sua sincera fedeltà.  Stando agli Annales Ceccanenses, l’esatta somma dei beni di resa che confluirono nelle casse della tesoreria ceccanese fu di ben 1000 libbre di provesini, che Tommaso versò in cambio del rilascio di sua moglie e sua figlia e infine consegnò a Giovanni Colonna , cardinale, il signor Ottone Colonna assieme ai suoi soldati.
L’episodio di Morolo diede forza a quei personaggi ostili al conte di Ceccano, che si insediarono alla corte del nuovo pontefice Onorio III, eletto papa il 18 luglio 1216, due giorni dopo la morte di Innocenzo III. 

## La scomunica da parte del vescovo di Ferentino
Tra il maggio e l'ottobre 1217 il papa nominò rettore della Campagna il cardinale Giovanni Colonna, che ebbe così la possibilità di difendere la sua famiglia dalle pretese del conte di Ceccano. Onorio III propose allora un compromesso e riconfermò i diritti feudali di Giovanni da Ceccano su Sezze. 
Ma presto sorsero nuovi contrasti e, nello stesso anno, il papa accusò Giovanni da Ceccano di ingratitudine, privandolo definitivamente del feudo di Sezze ma, poiché il conte non rimise in libertà le persone e non restituì i beni ecclesiastici, Giovanni fu scomunicato dal vescovo di Ferentino. 
Papa Onorio era caritatevole, pio e onesto, ma non era un diplomatico, anzi, era influenzabile dalla curia e spesso si rimetteva al giudizio dei prelati che gli stavano intorno, senza alcuna valutazione politica. In effetti, gli avvenimenti alla base della scomunica di Giovanni ebbero motivazioni prettamente politiche: ridurre il prestigio del Conte da Ceccano verso il papa, i suoi cittadini ed i confinanti, e frenare l'espandersi territoriale del feudo ceccanese. È facile comprendere, dunque, dietro questa congiura politica, l'intrigo di Giovanni Colonna, nominato Cardinale nel 1212, e che Giovanni aveva umiliato a seguito della battaglia di Morolo. Tuttavia, l'unico effetto di tale azione fu l'allentamento dei legami tra il conte e il papa; ma il conte, lungimirante,  non si spaventò e non reagì alle provocazioni. La situazione di attrito non dovete andare per le lunghe, come dimostra, infatti, la presenza del vescovo di Ferentino al momento della stesura del testamento di Giovanni. Dalla lettura attenta del testamento si evince che la situazione tra Giovanni la Chiesa si era normalizzata qualche tempo prima, con il bacio della pace tra il conte e l'abate di Fossanova. 

## Il testamento del conte Giovanni I
Non si conosce con precisione la data della sua morte, che dovrebbe, ad ogni modo, cadere tra il 5 aprile 1224, data in cui fu redatto il testamento, ed il 16 aprile 1227. 
Dalla lettura del suddetto documento, si comprende la consistenza del patrimonio del conte, essendo ben dodici i castelli che egli lasciava ai suoi successori, oltre a diversi beni. Al primogenito Landolfo lascia i castelli di Ceccano, Arnara, Patrica, Cacume, Monteacuto, Giuliano, Amaseno, Pisterzo e Carpineto. A Berardo quelli di Maenza, Rocca Asprana e Prossedi. Lasciò loro anche molti possedimenti a Montelanico, Alatri, Frosinone, Torrice, Ceprano, Piperno, Sezze e Ninfa. Alle figlie Tomasia e Adelasia lasciò quanto offrì al tempo del loro matrimonio, aggiungendo ulteriori beni e cento monete d'oro. A sua madre Egidia lasciò l'usufrutto del castello di Ceccano, vita natural durante. Il conte donò inoltre, alle chiese di San Giovanni e San Nicola, una "gualchiera". 